# اس‌ام‌اس ابر
اس‌ام‌اس ابر (به انگلیسی: SMS Eber) یک کشتی بود که طول آن ۶۶٫۹ متر (۲۱۹٫۵ فوت) بود. این کشتی در سال ۱۹۰۳ ساخته شد.